# نادي إكسبريس
نادي إكسبريس هو نادي كرة قدم يقع في كامبالا عاصمة أوغندا. فاز النادي بالدوري الأوغندي الممتاز سبع مرات وحقق كأس أوغندا عشر مرات.